# サイケの世界
『サイケの世界』（さいけのせかい）は、梶山季之の長編小説。

## 物語
美大志望の千代子は同じ予備校のミドリに誘われ、若い芸術家が集まる喫茶店に行くようになる。そこで映画監督夫妻の秘密パーティに出席、ハイミナールの乱用（いわゆる睡眠薬遊び）にふける。

## 登場人物
- 西東千代子（さいとう ちよこ） - 画家志望の予備校生。
- 打田ミドリ（うちだ みどり） - 千代子と同じ予備校の友人。
- 笠竜之介（かさ りゅうのすけ） - 体にペイントして素足にサンダル履きの男性。千代子のヒッピー仲間。殺人事件担当の刑事。
- 野上（のがみ） - 美大生。女のネグリジェを着てゴム長靴をはいた若い男。
- 映画監督夫妻 - 秘密パーティの主催者。豪邸に住み、若い青年たちを集めている。

## 書誌情報
- 『サイケの世界』 桃源社 1968年
- 『遊戯の報酬』 ケイブンシャ文庫 1987年 ISBN 4-7669-0551-2（表題作と併録）